# Lista de prefeitos de Eugênio de Castro
Esta é a lista de prefeitos do município de Eugênio de Castro, estado brasileiro do Rio Grande do Sul.
| Nº | Prefeito                                               | Partido                                          | Vice-prefeito(a)                         | Início do mandato     | Fim do mandato         | Forma de acesso ao cargo           | Ref.   |
| -- | ------------------------------------------------------ | ------------------------------------------------ | ---------------------------------------- | --------------------- | ---------------------- | ---------------------------------- | ------ |
| 1  | Carlos Luiz Pinheiro de Freitas, Carlinhos (1957–2017) | Partido do Movimento Democrático Brasileiro PMDB | José Dorotis Machado                     | 1º de janeiro de 1989 | 31 de dezembro de 1992 | Eleito em 15 de novembro de 1988   | [ 2 ]  |
| 2  | José Dorotis Machado (?–2021)                          | Partido do Movimento Democrático Brasileiro PMDB | José Libório Rontani                     | 1º de janeiro de 1993 | 31 de dezembro de 1996 | Eleito em 3 de outubro de 1992     | [ 4 ]  |
| 3  | Vilmo Zorzo, Gringo (1945)                             | Partido Democrático Trabalhista PDT              | Desconhecido                             | 1º de janeiro de 1997 | 31 de dezembro de 2000 | Eleito em 3 de outubro de 1996     | [ 6 ]  |
| 4  | Roberto Bruinsma (1961)                                | Partido Progressista Brasileiro PPB              | Desconhecido                             | 1º de janeiro de 2001 | 31 de dezembro de 2004 | Eleito em 3 de outubro de 2000     | [ 8 ]  |
| 5  | Carlos Luiz Pinheiro de Freitas, Carlinhos (1957–2017) | Partido do Movimento Democrático Brasileiro PMDB | Vilmo Zorzo, Gringo                      | 1º de janeiro de 2005 | 31 de dezembro de 2008 | Eleito em 3 de outubro de 2004     | [ 9 ]  |
| 6  | Roberto Bruinsma (1961)                                | Partido Progressista PP                          | Leonila Terezinha Canova de Castro, Nila | 1º de janeiro de 2009 | 31 de dezembro de 2012 | Eleito em 5 de outubro de 2008     | [ 10 ] |
| 6  | Roberto Bruinsma (1961)                                | Partido Progressista PP                          | Jaime Dionir Zweigle, Polaco             | 1º de janeiro de 2013 | 31 de dezembro de 2016 | Reeleito em 7 de outubro de 2012   | [ 11 ] |
| 7  | Jaime Dionir Zweigle, Polaco (1969)                    | Partido Progressista PP                          | Vilmo Zorzo, Gringo                      | 1º de janeiro de 2017 | 31 de dezembro de 2020 | Eleito em 2 de outubro de 2016     | [ 13 ] |
| 7  | Jaime Dionir Zweigle, Polaco (1969)                    | Partido Progressista PP                          | Roberto Bruinsma                         | 1º de janeiro de 2021 | 31 de dezembro de 2024 | Reeleito em 15 de novembro de 2020 | [ 14 ] |
| 8  | José Fernando de Lima Machado (1981)                   | Movimento Democrático Brasileiro MDB             | Eduardo Bechorner                        | 1º de janeiro de 2025 | Atualidade             | Eleito em 6 de outubro de 2024     | [ 15 ] |